# Друга влада Благоја Нешковића
Друга влада Благоја Нешковића је била прва званична Влада Народне Републике Србије. Формирана је 22. новембра 1946, а изабрала је Уставотворна скупштина НР Србије, која је изабрана на парламентарним изборима одржаним 10. новембра 1946. године. Представаљала је реформисану Народну владу Србије (Прва влада Благоја Нешковића) и трајала је до 5. септембра 1948. када је Благоје Нешковић прешао на функцију потпредседника Владе ФНРЈ, а уместо њега председник Владе постао Петар Стамболић.

## Историјат
Формално прва Влада Народне Републике Србије формирана је након избора за Уставотворну скупштину НР Србије одржаних 10. новембра 1946. године. Уставотворна скупштина се конституисала 19. новембра, а 22. новембра је изабрала Владу, чији је председник др Благоје Нешковић, лекар, секретар Централног комитета Комунистичке партије Србије и секретар Извршног одбора Народног фронта Србије. Како је Нешковић претходно био председник Народне владе Србије, нова Влада је уствари била само мања реконструкција претходне владе. Убрзо након формирања Владе, Народна скупштина НР Србије донела је 31. јануара 1947. Устав НР Србије.
У току мандата Владе, Народна скупштина Србије донела је низ значајних закона — Закон о поступку са напуштеном земљом колониста у Аутономно Косовско-метохијској области, Закон о ликвидацији аграрне реформе вршене до 6. априла 1941. на великим поседима АП Војводине, Закон о Петогодишњем плану развитка народне привреде Србије и др. На привредном плану, Влада је донела Уредбу о откупу жита и стоке за потребе војске којом је уведен обавезни откуп, који је представљао најтежу обавезу да пољопривреднике у НР Србији. Управо због критика ЦК КПЈ упућених руководству КП Србије око неиспуњавања откупних обавеза, Благоје Нешковић је премештен на другу дужност — потпредседника Владе ФНР Југославије, а његово место у Влади је преузео Петар Стамболић, који је истовремено постао и секретар Извршног одбора Народног фронта Србије. Промена у врху Владе догодила се у првим месецима сукоба Југославије са земљама Информбироа, што је појачало репресију у Србији и читавој Југославији, као и убрзало колективизацију на селу и национализацију занатских, трговачких и угоститељских радњи.
Посебан привредни задатак био је реализација задатака из Првог петогодишњег плана, донетог 1947, који су на себе преузели Влада и Народна скупштина Србије. У току реализације плана, почеле су са радом бројне фабрике — Фабрика цемента у Беочину, Фабрика лекова Галеника у Београду, Комунално грађевинског предузеће (Комграп), Грађевинско предузеће Рад, Текстилно предузеће Клуз, Пољопривредно добро Панчевачки рит (ПКБ) и др.

## Састав Владе
| Функција                       | Име и презиме          | Странка                    | У служби      | У служби      | Напомена                                                                 | Реф.              |
| Функција                       | Име и презиме          | Странка                    | почетак       | крај          | Напомена                                                                 | Реф.              |
| ------------------------------ | ---------------------- | -------------------------- | ------------- | ------------- | ------------------------------------------------------------------------ | ----------------- |
| Председник Владе               | Благоје Нешковић       | Народни фронт Србије (КПЈ) | 22. 11. 1946. | 5. 9. 1948.   |                                                                          | [ 2 ] [ 3 ]       |
| Први потпредседник             | Петар Стамболић        | Народни фронт Србије (КПЈ) | 22. 11. 1946. | 6. 1. 1948.   |                                                                          | [ 2 ]             |
| Први потпредседник             | Добривоје Радосављевић | Народни фронт Србије (КПЈ) | 22. 11. 1946. | 11. 5. 1948.  |                                                                          | [ 4 ]             |
| Први потпредседник             | Јован Веселинов        | Народни фронт Србије (КПЈ) | 11. 5. 1948.  | 5. 9. 1948.   | упоредо и председник Планске комисије                                    | [ 5 ]             |
| Други потпредседник            | Живота Ђермановић      | Народни фронт Србије (НСС) | 22. 11. 1946. | 5. 9. 1948.   |                                                                          | [ 2 ] [ 3 ]       |
| Председник Планске комисије    | Милентије Поповић      | Народни фронт Србије (КПЈ) | 22. 11. 1946. | 15. 7. 1947.  |                                                                          | [ 2 ]             |
| Председник Планске комисије    | Јован Веселинов        | Народни фронт Србије (КПЈ) | 15. 7. 1947.  | 5. 9. 1948    | од 11. маја 1948. и први потпредседник Владе; раније министар индустрије | [ 6 ]             |
| Председник Контролне комисије  | Мома Марковић          | Народни фронт Србије (КПЈ) | 22. 11. 1946. | 3. 2. 1947.   |                                                                          | [ 2 ]             |
| Председник Контролне комисије  | Милка Минић            | Народни фронт Србије (КПЈ) | 3. 2. 1947.   | 4. 4. 1947.   |                                                                          | [ 7 ]             |
| Председник Контролне комисије  | Раја Недељковић        | Народни фронт Србије (КПЈ) | 4. 4. 1947.   | 5. 9. 1948.   |                                                                          | [ 8 ]             |
| Министар грађевина             | Милан Поповић          | Народни фронт Србије (ЗС)  | 22. 11. 1946. | 10. 6. 1947.  |                                                                          | [ 2 ] [ 9 ] [ 3 ] |
| Министар грађевина             | Драгослав Марковић     | Народни фронт Србије (КПЈ) | 10. 6. 1947.  | 5. 9. 1948.   |                                                                          | [ 9 ] [ 3 ]       |
| Министар индустрије            | Јован Веселинов        | Народни фронт Србије (КПЈ) | 22. 11. 1946. | 15. 7. 1947.  |                                                                          | [ 2 ] [ 3 ]       |
| Министар индустрије            | Воја Лековић           | Народни фронт Србије (КПЈ) | 15. 7. 1947.  | 5. 9. 1948.   |                                                                          | [ 6 ]             |
| Министар народног здравља      | Урош Јекић             | Народни фронт Србије       | 22. 11. 1946. | 5. 9. 1948    |                                                                          | [ 2 ] [ 3 ]       |
| Министар пољопривреде          | Радисав Недељковић     | Народни фронт Србије (КПЈ) | 22. 11. 1946. | 5. 9. 1948.   |                                                                          | [ 2 ] [ 3 ]       |
| Министар правосуђа             | Душан Братић           | Народни фронт Србије (ЗС)  | 22. 11. 1946. | 23. 12. 1947. |                                                                          | [ 2 ] [ 10 ]      |
| Министар правосуђа             | Живан Димитријевић     | Народни фронт Србије (КПЈ) | 23. 12. 1947. | 5. 9. 1948.   |                                                                          | [ 10 ] [ 3 ]      |
| Министар просвете              | Митра Митровић Ђилас   | Народни фронт Србије (КПЈ) | 22. 11. 1946. | 5. 9. 1948.   |                                                                          | [ 2 ] [ 3 ]       |
| Министар рада                  | Спасенија Цана Бабовић | Народни фронт Србије (КПЈ) | 22. 11. 1946. | 5. 9. 1948.   |                                                                          | [ 2 ]             |
| Министар рударства             | Мехмед Хоџа            | Народни фронт Србије (КПЈ) | 22. 11. 1946. | 5. 9. 1948.   |                                                                          | [ 2 ] [ 3 ]       |
| Министар социјалне политике    | Алекса Томић           | Народни фронт Србије (ЈРС) | 22. 11. 1946. | 5. 9. 1948.   |                                                                          | [ 2 ] [ 3 ]       |
| Министар трговине и снабдевања | Риста Антуновић        | Народни фронт Србије (КПЈ) | 22. 11. 1946. | 11. 5. 1948.  |                                                                          | [ 2 ] [ 3 ]       |
| Министар трговине и снабдевања | Радован Грковић        | Народни фронт Србије (КПЈ) | 11. 5. 1948.  | 5. 9. 1948.   |                                                                          | [ 5 ] [ 3 ]       |
| Министар унутрашњих послова    | Слободан Пенезић Крцун | Народни фронт Србије (КПЈ) | 22. 11. 1946. | 5. 9. 1948.   |                                                                          | [ 2 ] [ 3 ]       |
| Министар финансија             | Радош Јовановић        | Народни фронт Србије (КПЈ) | 22. 11. 1946. | 5. 9. 1948.   |                                                                          | [ 2 ] [ 3 ]       |
| Министар шумарства             | Милош Царевић          | Народни фронт Србије (ДС)  | 22. 11. 1946. | 5. 9. 1948.   |                                                                          | [ 2 ]             |
| Министар комуналних послова    | Лајчо Јармазовић       | Народни фронт Србије (КПЈ) | 26. 3. 1947.  | 5. 9. 1948.   | раније министар без портфеља                                             | [ 11 ]            |
| Министар саобраћаја            | Радован Грковић        | Народни фронт Србије (КПЈ) | 15. 7. 1948.  | 11. 5. 1948.  |                                                                          | [ 6 ]             |
| Министар саобраћаја            | Петар Релић            | Народни фронт Србије (КПЈ) | 11. 5. 1948.  | 5. 9. 1948.   |                                                                          | [ 5 ] [ 3 ]       |
| Министри без портфеља          | Лајчо Јармазовић       | Народни фронт Србије       | 22. 11 .1946. | 26. 3. 1947.  |                                                                          | [ 2 ]             |
| Министри без портфеља          | Милка Минић            | Народни фронт Србије (КПЈ) | 4. 4. 1947.   | 5. 9. 1948.   |                                                                          | [ 8 ]             |
| Министри без портфеља          | Милан Поповић          | Народни фронт Србије       | 10. 6. 1947.  | 5. 9. 1948.   | раније министар грађевина                                                | [ 9 ] [ 3 ]       |
| Министри без портфеља          | Риста Антуновић        | Народни фронт Србије (КПЈ) | 11. 5. 1948.  | 5. 9. 1948.   | раније министар трговине и снабдевања                                    | [ 5 ] [ 3 ]       |
| Министри без портфеља          | Драгослав Мутаповић    | Народни фронт Србије (КПЈ) | 11. 5. 1948.  | 5. 9. 1948.   |                                                                          | [ 5 ] [ 3 ]       |